# La Serra (Sant Llorenç Savall)
la Serra és una masia documentada des del segle xiv en territori del municipi de Sant Llorenç Savall (Vallès Occidental) protegida com a bé cultural d'interès local. Mas de grans dimensions a llevant del poble, al costat esquerre de la carretera de Sant Llorenç Savall a Gallifa. La masia està formada per múltiples cossos annexos que s'han anat afegint al llarg del temps, per això té l'aspecte de ser molt gran i una mica caòtic. Avui en dia és una granja moderna on es conreen les terres dels voltants.